# Wittmann
Wittmann es un lugar designado por el censo ubicado en el condado de Maricopa en el estado estadounidense de Arizona. En el Censo de 2010 tenía una población de 763 habitantes y una densidad poblacional de 310,43 personas por km².

## Geografía
Wittmann se encuentra ubicado en las coordenadas 33°46′30″N 112°31′31″O / 33.77500, -112.52528. Según la Oficina del Censo de los Estados Unidos, Wittmann tiene una superficie total de 2.46 km², de la cual 2.46 km² corresponden a tierra firme y (0%) 0 km² es agua.

## Demografía
Según el censo de 2010, había 763 personas residiendo en Wittmann. La densidad de población era de 310,43 hab./km². De los 763 habitantes, Wittmann estaba compuesto por el 81.91% blancos, el 0.13% eran afroamericanos, el 1.7% eran amerindios, el 0.66% eran asiáticos, el 0.52% eran isleños del Pacífico, el 12.98% eran de otras razas y el 2.1% pertenecían a dos o más razas. Del total de la población el 39.19% eran hispanos o latinos de cualquier raza.